# 6710 Apostel
6710 Apostel è un asteroide della fascia principale. Scoperto nel 1989, presenta un'orbita caratterizzata da un semiasse maggiore pari a 2,7976871 UA e da un'eccentricità di 0,2251476, inclinata di 6,57112° rispetto all'eclittica.